# 楊福吉
楊 福吉（朝鮮語: 양복길）は、朝鮮氏族の通州楊氏の始祖である。字は祥甫。北京付近の通州出身。
明が清に滅ぼされた時に、明の復興を望み、義兵を起こしたが捕まられ、瀋陽に抑留された。その後、丙子の乱で清の人質となっていた昭顕世子と鳳林大君の帰国に従い、李氏朝鮮に入国した。楊福吉は、清の反感と明の復興を望む8人の中国人（黄功、王文祥、王以文、王美承、馮三仕、裵三生、鄭先甲、柳溪山）共に李氏朝鮮に帰化した。